# Венгерские танцы (Брамс)
Венгерские танцы (нем. Ungarische Tänze) — сборник танцевальной музыки Иоганнеса Брамса, написанной для фортепиано в 4 руки.

## Краткая характеристика
Впервые издан в 4 тетрадях, в 1869 (тетради 1, 2) и 1880 (тетради 3, 4) годах. В общей сложности в сборнике 21 пьеса, каждая длительностью от 1 минуты до 4 минут. Мелодии танцев преимущественно заимствованы из венгерской народной музыки. Мелодии танцев № 11, 14 и 16 написаны самим Брамсом, а № 1 и 5 основаны на чардаше Белы Келера «Bártfai Emlék Csárdás», который был ошибочно принят Брамсом за народное произведение.
Композитор не присвоил «Венгерским танцам» отдельный опус. В современных каталогах его снабжают обозначением WoO 1.

## Состав сборника
- Тетрадь 1 (опубликована в 1869):

1. соль минор: Allegro molto
2. ре минор: Allegro non assai — Vivace
3. фа мажор: Allegretto
4. фа минор (фа-диез минор в оркестровом варианте): Poco sostenuto — Vivace
5. фа-диез минор (соль минор в оркестровом варианте): Allegro — Vivace

- Тетрадь 2 (опубликована в 1869):

1. ре-бемоль мажор (ре мажор в оркестровом варианте): Vivace
2. ля мажор (фа мажор в оркестровом варианте): Allegretto — Vivo
3. ля минор: Presto
4. ми минор: Allegro ma non troppo
5. ми мажор (фа мажор в оркестровом варианте): Presto

- Тетрадь 3 (опубликована в 1880):

1. ре минор: Poco andante
2. ре минор: Presto
3. ре мажор: Andantino grazioso — Vivace
4. ре минор: Un poco andante
5. си-бемоль мажор: Allegretto grazioso
6. фа минор: Con moto — фа мажор: Presto

- Тетрадь 4 (опубликована в 1880):

1. фа-диез минор: Andantino — Vivace
2. ре мажор: Molto vivace
3. си минор: Allegretto
4. ми минор: Poco allegretto — Vivace
5. ми минор: Vivace — ми мажор: Più presto

## Оркестровки
Брамс написал оркестровки для № 1, 3 и 10. Однако другие композиторы делали оркестровки к некоторым другим танцам — Антонин Дворжак (№ 17—21), Андреас Галлен (№ 2, 4, 7), Павел Юон (№ 4), Ганс Галь (№ 8-9), Альберт Парлов (№ 5—6, 11—16), Роберт Шоллум (№ 4, 8—9) и Иван Фишер (весь сборник).

## Исполнения
Впервые «Венгерские танцы» (№ 5 и 6) были записаны в исполнении дирижёра Леопольда Стоковского с Филадельфийским оркестром в 1917 году компанией Victor Talking Machine Company в Камдене (Нью-Джерси).